# Kurt Blum
Kurt Blum (* 25. August 1922 in Bern; † 30. Dezember 2005 ebenda) war ein Schweizer Fotograf und Dokumentarfilmer.

## Leben und Werk
Kurt Blum absolvierte von 1939 bis 1942 eine Fotografenlehre in Burgdorf und studierte von 1940 bis 1942 Grafik, Malerei und Fotografie an der Kunstgewerbeschule in Bern (heute: Hochschule der Künste, Bern). Er arbeitete anfangs als Fotograf der Landesbibliothek Bern und danach als freiberuflicher Industriefotograf und Dokumentarfilmer für Industriefirmen. In den 1950er- und 1960er-Jahren erstellte Blum Fotografien und Filme für industrielle Auftraggeber sowie Dokumentarfilme über Künstler, u. a. über Pablo Picasso. 1981 eröffnete er eine Galerie für Malerei und Fotografie in Praz/Vully.
Seine Arbeiten waren in zahlreichen internationalen Einzel- und Gruppenausstellungen zu sehen und wurden in verschiedenen Bildbänden veröffentlicht. Blum zählt zu den bedeutenden Vertretern der Fotografie des 20. Jahrhunderts. Seine Arbeiten sind in mehreren Museen und Sammlungen, so zum Beispiel im Kunstmuseum Bern, zu sehen und werden als Sammlerobjekte zu hohen Preisen auf Auktionen angeboten.
Bekannt wurde Blum durch seine Porträts bekannter Künstler. So porträtierte er Fernand Léger, Georges Braque, Pablo Picasso, Sam Francis, Mark Rothko, Alberto Giacometti, Marc Chagall, Willem de Kooning und viele andere zeitgenössische Künstler. Aussergewöhnlich an seinen Porträts ist, dass diese fast ausschliesslich in den Ateliers der Künstler entstanden sind und einen wichtigen Einblick in deren Arbeit geben.

## Auszeichnungen
- 1951: Grosser Fotopreis der Zeitschrift Camera
- 1960: Goldmedaille Venedig für den Film «Der Mensch, das Feuer und das Eisen»
- 1985: Grosser Fotopreis des Kantons Bern (Würdigung des Gesamtwerkes)